# Élections législatives japonaises de 1890
Les élections législatives japonaises de 1890 (第1回衆議院議員総選挙, Dai-ikkai Shūgiin Giinsōsenkyō) sont les premières organisées après l'avénement de l'empire du Japon et ont pour but d'élire les membres de la chambre des représentants de la Diète du Japon. C'est le premier exemple d'une assemblée nationale élu par le peuple en Asie.

## Histoire et contexte
Les élections se tiennent le 1er juillet 1890, conformément aux dispositions de la nouvelle constitution Meiji, promulguée l'année précédente.
Les élections sont à suffrage limité, seuls peuvent voter les citoyens masculins âgés de plus de 25 ans qui paient 15 yen ou plus de taxes nationales et qui résident dans leur préfecture depuis au moins un an. Le nombre de personnes éligibles au vote est donc de 450 872 personnes sur une population totale de 39 933 478 soit 1,13 %. L'exigence de l'imposition élevée signifie que les électeurs sont principalement des propriétaires ruraux et des entrepreneurs urbains. En termes de classes sociales, 91 % sont des roturiers et 9 % sont des anciens samouraïs. Les résidents des préfectures de Honshū, Kyūshū et Shikoku participent mais ceux de celles de Hokkaidō et Okinawa (considérés comme des « territoires ») sont exclus des élections. Environ 95 % des personnes éligibles au vote sont allées exprimer leur voix et il n'y a aucune pénalité si elles ne le faisaient pas.
Seuls les hommes de plus de 30 ans, qui ne sont ni nobles kazoku ni membres de la famille impériale japonaise ou de ses branches, sont autorisés à se porter candidats à la chambre basse. 1,243 personnes se portent ainsi candidates aux 300 sièges de la chambre, divisés entre les 214 districts à un siège et les 43 districts à deux sièges. Les élections se déroulent normalement et aucun acte de violence n'est rapporté.
Le 25 novembre 1890, après les élections, la première session de la Diète nationale est convoquée. Les deux forces d'opposition s'affrontent pour la première fois dans l'histoire politique moderne du Japon. La force mintō (partis libéraux: le Jiyūtō, le Rikken Kaishintō et leurs affiliés) tient 171 sièges et forme la majorité.

## Résultats de l'élection

| Parti politique               | Nombre de sièges |
| ----------------------------- | ---------------- |
| Jiyūtō (自由党)               | 130              |
| Taiseikai (大成会)            | 79               |
| Rikken Kaishintō (立憲改進党) | 41               |
| Kokumin Jiyūtō (国民自由党)   | 5                |
| Indépendants (無所属)         | 45               |
| Total                         | 300              |